# Rudi Peuckert

Rudolf Werner Peuckert

Rudolf „Rudi“ Werner Peuckert (* 18. August 1908 in Wiebelsdorf; † 3. Oktober 1946 in Dachau) war ein deutscher Politiker (NSDAP) und SS-Führer. 

## Leben und Wirken
Rudi Peuckert wurde als Sohn eines Landwirtes geboren. Nach dem Besuch der Volksschule in Wöhlsdorf und der Oberrealschule in Zeulenroda und Neustadt/Orla wurde er von 1923 bis 1925 an der landwirtschaftlichen Schule in Altenburg ausgebildet. Anschließend ergänzte er seine Ausbildung durch praktische landwirtschaftliche Tätigkeit in Thüringen und Schleswig-Holstein. 1928 übernahm er den landwirtschaftlichen Betrieb seines Vaters in Wiebelsdorf.
Zum 15. Februar 1926 trat Peuckert erstmals in die NSDAP ein, die er April 1927 auf Verlangen seiner Eltern vorübergehend wieder verließ, um sich ihr zum 1. Januar 1928 erneut anzuschließen (Mitgliedsnummer 73.255). In der Partei übernahm er nacheinander Funktionärsposten als Ortsgruppenleiter in Wiebelsdorf (Januar bis Mai 1930), Ortsgruppenleiter in Auma (April 1930 bis 1931), als Kreisleiter des Kreises Auma-Weida (10. März 1930) und Kreisleiter des Kreises Gera-Land. Hinzu kamen Aufgaben als Gauredner und als Reichsredner der Partei. Eigenen Angaben zufolge sprach Peuckert in über 2000 öffentlichen Versammlungen in ganz Deutschland.
1932 wurde Peuckert Mitglied des thüringischen Landtages. Im September desselben Jahres übernahm er das Amt eines landwirtschaftlichen Gaufachberaters der Gauleitung Thüringen der NSDAP.
Nach dem Machtantritt der Nationalsozialisten im Frühjahr 1933 wurde Peuckert im April 1. Vorsitzender des Thüringischen Landbundes und Präsident der thüringischen Hauptlandwirtschaftskammer. Im Juni 1933 erfolgte seine Ernennung zum Landesbauernführer. Ergänzend dazu wurde er im Oktober 1933 zum thüringischen Staatsrat bestellt und ab August 1935 mit dem Amt des Gauamtsleiters des Amts für Agrarpolitik des Gaus Thüringen in der NSDAP betraut. 
Am 10. Juni 1933 trat Peuckert in die SS ein (SS-Nummer 109.496). Von November 1933 bis zum Ende der NS-Herrschaft im Frühjahr 1945 saß Peuckert als Abgeordneter der NSDAP für den Wahlkreis 12 (Thüringen) im Reichstag.
Am 15. Dezember 1934 heiratete Peuckert Elisabeth Fiedler (* 2. September 1909 in Stockhausen). Aus der Ehe ging mindestens ein Kind hervor.
Am 30. Januar 1937 wurde Peuckert zum SS-Oberführer im Stab des Rasse- und Siedlungshauptamtes des Reichsführers SS befördert. 
Während des Zweiten Weltkriegs amtierte Peuckert zunächst kurzzeitig (Februar bis 13. März 1940) als Leiter des Arbeitsausschusses für Bauerntum in der Reichsjugendführung. Am 13. März 1940 folgte seine Ernennung zum Amtschef und zum kommissarischen Leiter des Amtes Bauerntum und Ostland. Als Mitarbeiter von Fritz Sauckel, dem Reichsbevollmächtigten für den Arbeitseinsatz, leitete Peuckert die Beschaffung von Arbeitskräften für die Landwirtschaft. Ab Januar 1943 war Peuckert Leiter der Abteilung Arbeitseinsatz in der Landwirtschaft und Kriegsernährungswirtschaft im Reichsministerium für die besetzten Ostgebiete. Im Februar 1943 übernahm Peuckert die Leitung der Chefgruppe Arbeit im Wirtschaftsstab Ost und führte die Dienstbezeichnung Kriegsverwaltungschef. Er wurde 1943 „Beauftragter für den Arbeitseinsatz für die besetzten sowjetischen Gebiete“.
Am 18. Mai 1945 wurde Peuckert durch US-amerikanische Soldaten festgenommen. Er nahm sich im Oktober 1946 in alliierter Haft im Internierungslager Dachau das Leben.